# 瓦氏黏鰧
瓦氏黏鰧（學名：Myxodagnus walkeri），為輻鰭魚綱䲁形目指鰧科黏鰧屬的一個種，分布於中東太平洋墨西哥納亞里特至哥斯大黎加尼科亞灣海域，深度0至6公尺，本魚體細長，向尾部逐漸變細，頭呈尖錐狀，吻長於眼徑，下頜突出，眼不在柄上，上下唇具皮瓣，上唇11片、下唇15片，鼻孔管狀，鰓具7片皮瓣，背鰭連續，起點位於頸後，背鰭硬棘8-10枚、背鰭軟條28-31枚、臀鰭硬棘2枚、臀鰭軟條33-38枚，側線連續，在第3-4背棘下方急劇下彎，鱗片大而光滑，頭部和腹部無鱗，頭頂有棕色小斑點，眼下無橫條，下頜無明顯斑點，頸背中央有一深色斑塊，斑塊至鰓蓋上角有窄深色線條，身體顏色淺，背鱗邊緣深色，體長可達5.5公分，棲息在有沙底質海域，生活習性不明。